# Armando Gavagnin
Armando Gavagnin (* 3. Oktober 1901 in Venedig; † 14. Juli 1978 in Venedig) war von 1958 bis 1960 sozialdemokratischer Bürgermeister Venedigs und löste damit Roberto Tognazzi von der Democrazia Cristiana ab.

## Leben

### Partisan, Nachkriegszeit
Als Mussolini 1943 gestürzt wurde, wurde der Widerstandskämpfer und Führer des Partito d'Azione Armando Gavagnin über den Markusplatz auf Schultern getragen, um auf einem Stuhl des Caffè Florian eine Ansprache zu halten. Danach tat er desgleichen auf dem Garibaldidenkmal in Castello. Ihm gelang es, den Flottenkommandanten davon zu überzeugen, antifaschistische Gefangene freizulassen. Gavagnin sollte Herausgeber des Gazzettino werden, doch übernahm diese Aufgabe Diego Valeri.
Nachdem in den Nachkriegsjahren alle Parteien, die gegen die Faschisten gekämpft hatten, zusammengearbeitet hatten, zerbrach diese Koalition nach wenigen Jahren. Vor allem Christdemokraten und Kommunisten bekämpften sich vehement, wobei im Laufe der 50er Jahre eine Öffnung einiger Linksparteien und der christdemokratischen Partei erfolgte.

### Denkmal für die Partisaninnen (1957, 1969)
Armando Gavagnin war einer der Befürworter eines Denkmals für die Partisaninnen, die vor allem Egidio Meneghetti, Präsident des Istituto per la storia della resistenza delle Tre Venezia, seit 1953 betrieb. Die Ausführung wurde dem Steinmetzen Leoncillo (1915–1968) übertragen, doch wurde das 1957 geschaffene Denkmal im Juli 1961 durch einen Anschlag von Neofaschisten gesprengt. Es dauerte bis 1969, bis ein neues Denkmal, diesmal von Augusto Murer, das zerstörte Vorgängerwerk ersetzte. Auch Carlo Scarpa beteiligte sich an dem Werk, dem Monumento alla Partigiana, das sich an der Riva dei Partigiani vor den Gärten von Castello befindet. Doch wies das Opus fast von Anfang an technische Mängel auf.

### Wahlen zum Bürgermeister (1958, 1960)
Der Sozialdemokrat und Direktor der wichtigsten Zeitung der Stadt, des Gazzettino, Armando Gavagnin, wurde 1958 von einem Block aus Partito Comunista, Partito Socialista und Partito Socialista Democratico Italiano zum Bürgermeister gewählt. Die Christdemokraten versuchten eine Koalition mit Sozialisten, Liberalen (Partito Liberale Italiano) und Sozialdemokraten zustande zu bringen, dann eine Regierung des „Pragmatismus“ und der „Verwaltung“. Weder das eine noch das andere Lager konnte eine Regierung bilden, so dass eine kommissarische Regierung eingesetzt wurde. Diese hatte bis zum 5. November 1960 Bestand, obwohl sie dem Gesetz nach spätestens am 26. Juli 1959 hätte enden müssen.
Nach den Wahlen im November 1960 stellten die Christdemokraten 23 Ratsherren (consiglieri), die Kommunisten 14, die Sozialisten 13, die Sozialdemokraten 4. Während es in Venedig also keine Änderungen bei der Blockbildung und den Machtverhältnissen gab, tendierte das Land inzwischen zu einer Mitte-links-Regierung. 28 Stimmen entfielen bei der Wahl auf Giovanni Favaretto Fisca, 27 auf Armando Gavagnin, 5 waren ungültig.
Zu Beginn der 1960er-Jahre spielte der PSDI eine wichtige Mittlerrolle bei der Annäherung von Christdemokraten und Sozialisten auch auf Landesebene und ermöglichte den Eintritt des PSI in die Mitte-links-Regierung von Aldo Moro am 4. Dezember 1963.

### Großprojekte zu Lasten der Lagune: Sacca Fisola, Flughafen Marco Polo
Gavagnins Amtszeit fiel in eine Periode, in der Venedig, dessen Einwohnerzahl noch nicht so stark eingebrochen war, wie in den folgenden Jahren, stark zu expandieren gedachte. Dazu betrieb es gewaltige städtebauliche Projekte, deren Planungen zum Teil in die 30er Jahre zurückreichten. Sacca Fisola, eine 18 ha große Insel am westlichen Ende der Giudecca, sollte zum Testfall für die Ausdehnungsbestrebungen der Stadt in die Lagune werden. 1960 bestanden bereits 200 Wohnungen, weitere 200 waren im Bau. Müll und Gestank machten jedoch den Bewohnern das Leben schwer, es bestand kaum eine Infrastruktur, das Quartier drohte zu verwahrlosen.
Venedig insgesamt war in weiten Teilen stark verarmt und die Altstadt galt 1950 mit 184.447 Einwohnern als völlig überfüllt. Venedig insgesamt, also mit den Inseln der Lagune und den Festlandsstädten, hatte 321.562 Einwohner. Doch danach sank die Einwohnerzahl der Altstadt bis 1957 auf 158.466. Dabei wanderten viele in die festländischen Industriestadtteile ab, so dass die Einwohnerzahl der Gesamtstadt auf 339.857 anstieg. Daher wurden noch erheblich größere Projekte vorangetrieben, um die Altstadt zu Lasten der Lagune zu vergrößern. 1958 wurde ein Wettbewerb ausgeschrieben, um auf 187 ha einen neuen Stadtteil für 50.000 Einwohner zu errichten, das siebente Sestiere. Darüber hinaus begannen im April 1958 die Bauarbeiten am neuen Flughafen Marco Polo, der am 1. August 1960 in Betrieb ging. Diese Art von Projekten, bei denen erhebliche Teile der Lagune zugeschüttet wurden, wurde erst nach einer verheerenden Überschwemmung im Jahr 1966 aufgegeben.

## Werke
- Vent'anni di resistenza al fascismo. Ricordi e testimonianze, Einaudi, Turin 1957 (bezieht sich vor allem auf die 45 Tage nach dem Sturz Mussolinis am 24. Juli 1943 und dem Einmarsch der Reichswehr am 8. September).
- Una lettera al re, Mailand 1960.